# Westfield Capital
Westfield Capital, anteriormente conocido como Capital Mall, es un centro comercial operado por el Grupo Westfield, y está localizado en Olympia, Washington. Sus tiendas anclas principales son Macy's, JCPenney, Borders Books, Bed Bath and Beyond y Best Buy. 

## Historia
El centro comercial abrió en 1977 por The Hahn Company y fue adquirido en 1998 por Westfield America, Inc., un precursor de The Westfield Group, en la cual le cambió el nombre a "Westfield Shoppingtown Capital", y en junio de 2005 se le quitó la palabra "Shoppingtown". El centro comercial pasó por una renovación y expansión de más de $50 millones, agregando las tiendas "Promenade at Westfield Capital" y una Borders Books and Music en agosto de 2006. El 25 de mayo de 2007 se inauguró un complejo de cines de 14 salas de la cadena Century Theatres, mientras que Mervyn's cerró su tienda de 99,924 pie cuadrado el 31 de diciembre de 2006, después de una venta de liquidación.

## Anclas
- Best Buy (34,755 pie cuadrado)
- JCPenney (93,481 pie cuadrado)
- Macy's (113,190 pie cuadrado)
- Borders Books (33,500 pie cuadrado)
- Century Theatres(80,000 pie cuadrado)